# Mohamed Ould Bilal
Mohamed Ould Bilal (Rosso, 1963) è un politico mauritano, dal 6 agosto 2020 al 2 agosto 2024 è stato il 16° Primo Ministro della Mauritania.

## Carriera

### Primo ministro
Prima di diventare il nuovo primo ministro, Mohamed Ould Bilal ha lavorato come capo dell'agenzia nazionale per l'acqua.
Dopo un'indagine sulle attività dell'ex capo di stato Mohamed Ould Abdel Aziz, l'ex primo ministro Ismail Ould Bedda Ould Cheikh Sidiya e l'intera amministrazione si sono dimessi.
Il 6 agosto 2020 Mohamed Ould Cheikh El Ghazouani ha nominato Mohamed Ould Bilal nuovo Primo Ministro e gli ha dato l'incarico di formare un nuovo governo.